# 대한민국 민법 제329조
대한민국 민법 제329조는 동산질권의 내용에 대한 민법조문이다.

## 조문
제329조 (동산질권의 내용) 동산질권자는 채권의 담보로 채무자 또는 제삼자가 제공한 동산을 점유하고 그 동산에 대하여 다른 채권자보다 자기채권의 우선변제를 받을 권리가 있다.